# Едикт
Едикт (на латински: edictum - обявление, от на латински: edicere – обявявам) е нормативен акт. Терминът възниква в римското право.
По време на Римската република едикти са наричани писмените или устни разпореждания (властни заявления) на магистратите при встъпване в длъжност. Едиктът съдържа програма за дейността на магистрата и има задължителна сила по време на срока на неговите пълномощия. Въпреки че едикти издават едилите, особено значение имат едиктите на преторите. Фактически основните правови положения на преторския едикт са преписвани от година в година и по този начин придобиват общонормативен характер (постоянен едикт).
В периода на принципата и домината едиктът става вид императорски закон. През 2 век римския юрист Салвий Юлиан съставил окончателния текст на преторския едикт („вечния едикт“)
В редица монархии в Западна Европа през Средните векове и в Ново време едикти са наричани вид закони, а именно указът, издаван от монарх или папа и въвеждащ значима правова норма.